# Dobos Bertalan
Dobos Bertalan  vagy Halábori Bertalan (15. század – 16. század) katolikus pap.
Neve a Bereg megyei Halábor falu nevéből ered.
1508-ban szentírási részleteket tartalmazó magyar kódexet másolt, melyet később a Magyar Tudományos Akadémia Döbrentei-kódexnek nevezett el. Magában foglalja a Zsoltárokat, Énekek énekét, Jób könyvét, bár hiányosan, az Evangéliumokat és Episztolákat. Eredetije a gyulafehérvári püspöki könyvtárba került, a zsoltárokat írta Bertalan. Teljes terjedelmében a Volf György által szerkesztett Nyelvemléktár XII. kötetében (Budapest, 1884. 7–113. l.) jelent meg magyarázó előszóval.